# Стан (Лихославльский район)
Стан (карел. Stuanu) — деревня Лихославльского муниципального округа Тверской области. Административный центр Станского территориального отдела. В 2022 году деревня Стан официально вошла в Ассоциацию самых красивых деревень и городков России. 

## География
Расположена в 30 км к северо-западу от районного центра Лихославль, на реке Медведице.

## История
В Списке населенных мест Тверской губернии 1859 года в Вышневолоцком уезде значится владельческая деревня Стан, 60 вёрст от Вышнего Волочка, 28 дворов, 170 жителей. К востоку от деревни находится Новостанский погост с Покровской церковью, к западу — деревня Комоедиха (Удогорино, позже Удворино, 16 дворов, 99 жителей), ещё западнее по берегу Медведицы была усадьба Свинариха помещиков Мазиных, которым принадлежали обе деревни.
По статистическим сведениям о Вышневолоцком уезде 1886 года в деревнях Никулинской волости Покровского прихода: Стан — 40 дворов, 175 жителей; Комоедиха (Удогорино) — 28 дворов, 150 жителей. В Стане винная и 2 мелочных лавки, кузница.
Местные промыслы: сезонные рабочие, кузнецы, столяры, торговля; в отходе — фабричные рабочие, батраки, пастухи, пильщики, извозчики.
В 1929 году деревня Стан — центр Новостанского сельсовета Толмачевского района Московской области, с 1935 года сельсовет входит в Новокарельский район Калининской области. В 1931 здесь создан колхоз им. Сталина.
Во время Великой Отечественной войны всё мужское население деревень, годное к службе, было призвано в армию. Оставшиеся жители направлялись на строительство оборонительных сооружений, расчистку дорог зимой, лесоповал. В годы войны на фронтах погибли 12 жителей Стана и 14 жителей Комоедихи (Удворино).
В 1956 году Новокарельский район упразднён, деревня Стан вошла в Гнездовский сельсовет Лихославльского района.
В 1960—80-е годы в Стане — центральная усадьба колхоза «Новый мир». В 1979 деревня Удворино присоединена к Стану, в 1989 Гнездовский сельсовет переименован в Станский.
В 1997 году в деревне Стан — 125 хозяйств, 363 жителя. Администрация сельского округа, центральная усадьба колхоза «Новый мир», школа, отделение связи, АТС, сбербанк, столовая, детсад, медпункт, магазин, мастерские, гараж, склад; построены жилые благоустроенные дома.

## Население
| 1859 | 1886 | 1997 | 2002 | 2010 |
| ---- | ---- | ---- | ---- | ---- |
| 170  | ↗175 | ↗363 | ↘295 | ↗329 |

Большинство по происхождению — тверские карелы. В Станской средней школе преподают карельский язык.

## Инфраструктура
- Администрация сельского поселения  Архивная копия от 26 ноября 2020 на Wayback Machine.
- МОУ Станская средняя общеобразовательная школа.
- МУЗ Станский ФАП.
- Сельский Дом культуры.
- Отделение почтовой связи .
- Дом карельской культуры.

## Достопримечательности
- Сохранилась деревянная Покровская церковь Новостанского погоста. Построена в 1777 году.[8]